# Narciso Villaver Abellana
Mons. Narciso Villaver Abellana (* 11. listopadu 1953, Talisay City) je filipínský římskokatolický kněz a biskup Romblonu.

## Život
Narodil se 11. listopadu 1953 v Talisay City. Po střední škole v Misijním semináři Nejsvětějšího Srdce v Talisay byl přijat na Ateneo de Manila University. Od roku 1973 do roku 1974 byl v noviciátu kongregace Misionářů Nejsvětějšího Srdce Ježíšova. Po skončení Atenea byl poslán do Říma aby zde studoval na Papežské univerzitě Gregoriana a získal licenciát z Historie církve. Dne 2. června 1977 složil své věčné sliby. Na kněze byl vysvěcen 28. prosince 1978.
Po svěcení se stal farním knězem v Pilaru. Roku 1986 byl jmenován rektorem College Seminary v Banawě. Dále působil jako poradce provinciála a vicemistr noviců, děkan teologátu, představený provinciál, generální vikář a první asistent generálního představeného v Římě, kaplan Central Luzon State University v Nueva Ecija.
Dne 15. října 2013 jej papež František jmenoval diecézním biskupem Romblonu. Biskupské svěcení přijal 11. prosince 2013 z rukou arcibiskupa Socratese Buenaventury Villegase a spolusvětiteli byli biskup Roberto Calara Mallari a biskup Sofronio Aguirre Bancud.